# David Farrier
David Farrier (Tauranga, 25 de diciembre de 1982) es un periodista, actor, director y documentalista neozelandés.
Cirado en Bethlehem, Tauranga y estudió comunicación en la Universidad Tecnológica de Auckland. Realizó una comedia con Rhys Darby llamada Short Poppies. Fue director el documental Tickled junto a Dylan Reeve en 2016, por el cual obtuvo varias nominaciones.
Estuvo en pareja con Grayson Coutts.

## Filmografía
- 2014, Short Poppies
- 2016, Tickled
- 2018, Dark Tourist